# IC 2600
IC 2600 ist eine Spiralgalaxie vom Hubble-Typ S? im Sternbild Großer Bär am Nordsternhimmel, die schätzungsweise 465 Millionen Lichtjahre von der Milchstraße entfernt ist.
Entdeckt wurde das Objekt am 14. März 1899 von Guillaume Bigourdan.